# Samson & Goliath
O Jovem Sansão ou Sansão e Golias (em inglês:  Samson & Goliath) é um desenho de 30 minutos produzido pela Hanna-Barbera. Estreou em 1967 e teve 20 episódios. No começo era transmitido só, e depois em conjunto com os Brasinhas do Espaço.
No Brasil o desenho foi exibido na Rede Bandeirantes de 1982 a 1984 no programa A Turma do Lambe-Lambe com Daniel Azulay, anos depois em 1988 a 1989 foi exibido no Clube da Criança com Angélica (apresentadora).
É a história de um jovem e seu cachorro, andando pelo país em sua lambreta. Assim que Sansão unia seus braceletes dourados, se transformava em um super-herói, com super força, agilidade e podendo até voar. Seu cachorro Golias virava um enorme leão, que soltava raios poderosos dos olhos. Ambos combatiam vários vilões nas suas andanças.
Baseado no personagem bíblico Sansão que possuía grande força graças aos cabelos. No desenho quando o personagem se transforma, fica com os cabelos mais compridos. Golias também foi baseado em outro personagem bíblico, o gigante também chamado Golias, que foi vencido por Davi.
Quando transformado, Sansão tem sua força equiparada ao Hulk e ao girar seus braceletes ficava com uma força incrivelmente descomunal chamada "Super Força Sansônica" e o mesmo golpe de união dos braceletes fazia seu cão Golias ter a forma de um leão que uma das patas tem a cor preta e dispara raios dos olhos e era superforte. A reversão de sua transformação nunca foi mostrada ao longo da série mas possivelmente seja como a transformação do garoto Sansão e do cachorro Golias na forma heróica da dupla.

## Episódios[2]
| Ep. | Título original Estados Unidos    | Título |
| --- | --------------------------------- | ------ |
| 1   | "Curse of Monatabu"               |        |
| 2   | "The Aurora Borealis Creature"    |        |
| 3   | "The Great Colossus"              |        |
| 4   | "Cold Wind from Venus"            |        |
| 5   | "The SSX-19"                      |        |
| 6   | "Operation Peril"                 |        |
| 7   | "The Secret of Evil Island"       |        |
| 8   | "The Monsteroids"                 |        |
| 9   | "The Idol Rama-Keesh"             |        |
| 10  | "Salamandro"                      |        |
| 11  | "Baron Von Skull"                 |        |
| 12  | "Moon Rendevouz'"                 |        |
| 13  | "The Lost City of The Dragon Men" |        |
| 14  | "The Colossal Coral Creature"     |        |
| 15  | "Zuran´s Creature"                |        |
| 16  | "The Dome"                        |        |
| 17  | "Nerod Free"                      |        |
| 18  | "The Terrible Dr Desto"           |        |
| 19  | "From Out Of The Deep"            |        |
| 20  | "Thinf From The Black Muntains"   |        |

## Dubladores

### Nos Estados Unidos
- Sansão: Tim Matheson
- Golias: Mel Blanc

### No Brasil
- Sansão: Carlos Marques
- Golias: efeitos vocais de Mel Blanc mantidos no original